# Cratere Reiko
Reiko  è un cratere sulla superficie di Venere.